# Bulgaria Air
Bulgaria Air (Bulgaars: България Ер) is de nationale Bulgaarse luchtvaartmaatschappij met thuisbasis in Sofia. Zij voert vanaf Sofia, Varna en Boergas passagiers- en chartervluchten uit binnen Europa en naar het Midden-Oosten.

## Geschiedenis
Bulgaria Air werd opgericht in 2002 als Balkan Air Tour Airlines. Na het faillissement van Balkan Bulgarian Airlines werd het in 2003 de nationale luchtvaartmaatschappij met de naam Bulgaria Air.

## Bestemmingen (maart 2011)

### Binnenland
Boergas, Sofia, Varna

### Buitenland
Alicante, Amsterdam, Athene, Barcelona, Beiroet, Berlijn, Boedapest, Brussel,  Frankfurt, Kiev, Larnaca, Londen, Madrid, Milaan, Málaga, Moskou, Palma de Mallorca, Paphos, Parijs, Praag, Rome, Skopje, Tel Aviv, Tirana, Tripoli, Warschau, Wenen, Zürich.

## Vloot
De vloot van Bulgaria Air bestond op 23 juli 2016 uit:
- 2 Airbus A319-100
- 3 Airbus A320-200
- 1 BAe 146-200
- 1 AVRO RJ-70
- 4 Embraer 190